# Survivor (album)
Survivor – debiutancki longplay zespołu Survivor wydany w roku 1980.

## Spis utworów
1. Somewhere in America
2. Can't Getcha Offa My Mind
3. Let It Be Now
4. As Soon As Love Finds Me
5. Youngblood
6. Love Has Got Me
7. Whole Town's Talking
8. 20/20
9. Freelance
10. Nothing Can Shake Me (From Your Love)
11. Whatever It Takes

## Skład
- Dave Bickler: wokal
- Frankie Sullivan: gitara
- Jim Peterik: gitara, keyboard
- Dennis Johnson: gitara basowa
- Gary Smith: perkusja